# Папеете
Папеете (на таитянски: Papeete) е град на остров Таити, Дружествени острови. Административен център на френската отвъдморска територия Френска Полинезия. Население 26 181 жители от преброяването през 2002 г. Градът е разположен на крайбрежието на вулканичния остров.